# Seprődi János
Seprődi János (Kibéd, 1874. augusztus 15. – Kolozsvár, 1923. március 6.) erdélyi magyar zenetörténész, folklorista.

## Életpályája
Középiskolai tanulmányait a székelyudvarhelyi Református Kollégiumban végezte (1894), magyar–latin szakos tanári diplomáját a kolozsvári egyetemen szerezte (1898). Mindvégig a kolozsvári Református Kollégiumban tanított (többek között éneket is).
1897 és 1911 között népzenét gyűjtött főleg szülőfalujában, illetőleg 1908 nyarán Kárpátalján. Magyar népzenegyűjtésének jelentős részét a Magyar Néprajzi Társaság folyóiratában, valamint énekkari feldolgozásban (Eredeti székely dalok, férfikarra, Erdélyi Múzeum, 1914) adta közre. Zenetörténészként értékes kéziratokat ismertetett, kritikusként pedig mélyrehatóan elemezte a magyar zenei élet időszerű problémáit. Az elemi és középiskolai nevelés kérdése is foglalkoztatta. Zenekritikákkal, sőt a Napkeletben (1921–22) színházi kritikákkal is jelentkezett. Számos írásában a református egyházi zene, kiváltképp az énekeskönyv kérdéseit boncolgatta. Az ő munkája nyomán jelent meg, saját előszavával az Egyházi énekeskönyv az erdélyi református egyházkerület használatára(Kolozsvár 1908)
A magyar zene sajátságainak megismeréséért és történeti kérdéseinek tisztázásáért végzett termékeny és sokoldalú munkássága révén a Bartók Béla és Kodály Zoltán nevével fémjelzett modern népzenetudomány úttörője volt. Kezdettől fogva legtöbb folklorisztikai vonatkozású írásában azt vallotta, hogy a legsürgősebb tennivaló a tudományos céllal és módszerrel folytatandó adatgyűjtés. Halaszthatatlannak tartotta a szomszéd- és a keleti rokon népek zenéjének vizsgálatát, a kölcsönhatások tanulmányozását. 1901 és 1913 között nyolc részletben közzétett Marosszék i dalgyűjteménye, melyben a megbízható adatközlésen túl számos helytálló elméleti-módszertani magyarázatot és kitűnő megfigyelést foglalt írásba, az 1940-es években és később megalkotott zenei falumonográfiák előhírnökének tekinthető. Fabó Bertalan A magyar népdal zenei fejlődése c., 1908-ban megjelent könyvéről írt, nagy feltűnést keltő bírálatában rámutatott az egész magyar zenetudomány akkori elmaradottságára és az elvégzendő kutatási feladatokra. Legidőtállóbb írásában a kibédi székely táncokat ismertette. Zenetörténeti munkái közül kiemelkedik a Kájoni-kódexről írt nagy jelentőségű tanulmánya, melyben Kájoni életéről és műveiről, elsősorban a kódex történetéről nyújtott részletes tájékoztatást, valamint kifogástalanul megfejtette a gyűjteményben levő dallamok hangjegyírását, az orgonatabulatúrás kottákat átírta a ma használatos ötvonalas rendszerbe.
Munkásságának egészét bemutató-értékelő kötet: Válogatott zenei írásai és népzenei gyűjtése (Bukarest, 1974) Almási István és Benkő András gondozásában, kettőjük és Lakatos István tanulmányával jelent meg.

## Munkái (válogatás)
- Marosszéki dalgyűjtemény. I–VIII. (Ethnographia, 1901–13)
- A reformátusok próbaénekeskönyvének bírálata (Protestáns Szemle, 1904)
- Emlékirat a magyar zene ügyében (Budapest, 1906)
- Föladatok a magyar zene körül (Budapesti Szemle, 1906)
- A magyar népdal zenei fejlődése (Erdélyi Múzeum, 1908/5)
- A magyarországi református gymnásiumok énektanításának tervezete (Kolozsvár, 1908)
- Egyházi énekeskönyv az erdélyi református egyházkerület használatára (Kolozsvár, 1908)
- Marosszéki énekmondók (in: EME Emlékkönyv, Kolozsvár, 1906)
- A Kájoni-kódex irodalom- s zenetörténeti adalékai (Irodalomtörténeti Közlemények, 1909)
- A középiskolai énektanítás (Magyar Paedagogia, 1909)
- A népiskolai énektanítás főbb kérdései (Néptanítók Lapja, 1909)
- A székely táncokról (Erdélyi Múzeum, 1909/4)
- A magyar reformátusok énekeskönyve (Református Szemle, 1910)
- Liszt Ferenc első kolozsvári látogatása (Erdélyi Múzeum, 1911)
- A Batthyány-kódex jelentősége (in: EME Emlékkönyv, Kolozsvár, 1913)
- Magyar hatások a kisorosz zenében. (Ethnographia, 1915/1)
- Népköltési gyűjteményeink hiányai (Erdélyi Múzeum, 1915/4–6)
- Házasító dalok (Ethnographia, 1916)
- Farkas Ödön hangfejlesztő elmélete. I–IX. (Erdélyi Szemle, 1920)
- Virágének (in: Az Erdélyi Irodalmi Társaság Almanachja. Kolozsvár, 1922)
- Bartók Béla művészete (Pásztortűz 1924, ill. a cédulaanyaggal kiegészítve: Zenetudományi tanulmányok. Budapest, 1959)
- Seprődi János válogatott zenei írásai és népzenei gyűjtése; sajtó alá rend. Benkő András, Almási István, tan. tanulmány Almási István, Benkő András, Lakatos István; Kriterion, Bukarest, 1974